# 春日井市立高座小学校
春日井市立高座小学校（かすがいしりつ たかくらしょうがっこう）は、愛知県春日井市高蔵寺町にある公立小学校。児童数は2012年現在663人程度。

## 沿革
- 1908年（明治41年）- 高蔵寺村立高座尋常高等小学校開校。
- 1927年（昭和 2年）- 新校地（現高蔵寺中学校）に鉄筋コンクリート2階建校舎竣工。
- 1941年（昭和16年）- 愛知県東春日井郡高蔵寺町高座国民学校となる。
- 1947年（昭和22年）- 愛知県東春日井郡高蔵寺町立高座小学校となる。
- 1948年（昭和23年）- 高座小学校PTA設立
- 1949年（昭和24年）- 高座、不二、玉川の3校に分離
- 1952年（昭和27年）- 現在地に新校舎竣工・移転
- 1957年（昭和32年）- 春日井市と高蔵寺町が合併。春日井市立高座小学校となる。
- 1959年（昭和34年）- 伊勢湾台風により校地・校舎、施設被災。校舎の半分は授業不可能となる。（二部事業授業実施）
- 1966年（昭和41年）- 新校歌制定
- 1967年（昭和42年）- 春日井市教育委員会指定「国語研究」（2ヵ年）
- 1969年（昭和44年）- 愛知県教育委員会指定「教育課程国語の研究委嘱」(２ヵ年)
- 1973年（昭和48年）- 白山地区の一部(西谷嶋，茶尾嶋)学区変更により春日井市立西藤山台小学校区へ
- 1988年（昭和63年）- 愛日地方教育事務協議会・春日井市教育委員会より「学習指導」の研究委嘱を受ける(ことば豊かにするための言語事項の授業実践)
- 1992年（平成 4年）- ９月より月１回の土曜休業日始まる
- 1995年（平成 7年）- ４月より月２回の土曜休業日始まる
- 2002年（平成14年）- 完全週休二日となる
- 2007年（平成19年）- 創立１００周年記念事業実施(記念大運動会，記念誌発刊， ステンレス製すべり台・音楽室グランドピアノ寄贈等）
- 2004年（平成16年）- ６年課外授業ＮＨＫ｢ようこそ先輩」 奥田瑛二氏
- 2008年（平成20年）- 文部科学省より「道徳教育実践研究事業」の研究委嘱を受ける（2ヵ年）。高座子どもの家竣工
- 2009年（平成21年）- 新型インフルエンザ感染により学校閉鎖。

　　　　　　　　　　　　　文部科学省委嘱「道徳教育実践研究事業」研究発表会開催。
- 2010年（平成22年）- 北館・体育館耐震化工事。校地東・体育館前花壇整備。
- 2011年（平成23年）- 南館耐震工事
- 2012年（平成24年）- 花壇コンクール優秀賞受賞

## 校歌
高座小学校校歌

　　作詞　松田留

　　作曲　稲垣信哉

１、朝日にはえる　高座の

山のみどりに　いだかれて

学びや高く　さわやかに

みんな明るく　ひらく窓

２、その名もゆかし　花菱の

ほこりゆたかな　校章は

やさしく強く　助け合う

みんなの心に　もつしるし

３、わか草もえて　夢をよび

いのちかがやく　丘の上

高座の子は　たくましく

みんな生きぬく　よい子ども

## 学校行事
| - 4月 入学式、始業式、離任式、１年生を迎える会 - 5月 校外学習 - 6月 プール開き | - 7月 終業式、夏季休業 - 8月 夏季休業 - 9月 始業式、 | - 10月 運動会 - 11月 修学旅行 野外学習 - 12月 終業式、冬季休業 | - 1月 始業式 - 2月 ６年生を送る会 - 3月 卒業証書授与式、修了式 |

## 通学区域
通学区域一覧表を参照

## 最寄駅
- JR中央線・愛知環状鉄道線：高蔵寺駅

## 進学先中学校
- 春日井市立高蔵寺中学校